# Campeonato Mineiro 1926
In 1926 werd het twaalfde Campeonato Mineiro gespeeld voor voetbalclubs uit de Braziliaanse stad Belo Horizonte, hoofdstad van de staat Minas Gerais. De competitie werd gespeeld van 9 mei tot 9 december en werd georganiseerd door de Liga Mineira de Desportos Terrestres, officieel heette het kampioenschap toen nog Campeonato da Cidade de Belo Horizonte. Atlético werd kampioen en doorbrak daarmee de hegemonie van América dat tien jaar op rij kampioen werd. .
Syrio trok zich na zeven wedstrijden terug, ze wonnen hun eerste vier wedstrijden. Dit jaar werd een rivaliserende bond opgericht de AMET, waarvan Palestra Itália de kampioen werd. De uitslagen zijn niet meer bekend, maar de voetbalbond erkent wel zowel Atlético als Palestra Itália als de kampioenen van 1926.

## Eindstand LMDT
| Plaats | Club             | Wed.           | W              | G              | V              | Saldo          | Ptn.           |
| ------ | ---------------- | -------------- | -------------- | -------------- | -------------- | -------------- | -------------- |
| 1.     | Atlético         | 10             | 8              | 1              | 1              | 37:17          | 17             |
| 2.     | Palmeiras        | 10             | 8              | 0              | 2              | 34:17          | 16             |
| 3.     | América          | 10             | 4              | 0              | 6              | 30:23          | 10             |
| 4.     | Calafate         | 10             | 3              | 1              | 6              | 15:19          | 7              |
| 5.     | Sete de Setembro | 10             | 3              | 0              | 7              | 17:36          | 4              |
| 6.     | Guarany FBC      | 10             | 2              | 0              | 8              | 14:29          | 4              |
| 7.     | Syrio            | Teruggetrokken | Teruggetrokken | Teruggetrokken | Teruggetrokken | Teruggetrokken | Teruggetrokken |

|  | Kampioen                            |
|  | Teruggetrokken na zeven wedstrijden |

## Kampioen
| Campeonato Mineiro de 1926 |
| -------------------------- |
| ATLÉTICO (2º Titel)        |

## AMET
| Campeonato Mineiro de 1926 |
| -------------------------- |
| PALESTRA ITÁLIA (1º Titel) |